# Operazione Greenup
L'operazione Greenup fu l'operazione di spionaggio eseguita dall'Office of Strategic Services degli Stati Uniti dal 26 febbraio al 3 maggio 1945, nella fase finale della seconda guerra mondiale, sulle Alpi del Tirolo austriaco, per controllare il traffico di materiale bellico lungo il passo del Brennero, uno dei valichi strategici utilizzati dalla Germania nazista per rifornire le sue truppe in Italia.
Quest'operazione segreta, una tra le più audaci eseguite durante il conflitto mondiale dall'OSS, raggiunse notevoli risultati, favorendo le azioni aeree alleate contro le vie di comunicazione tedesche; inoltre negli ultimi giorni della guerra i componenti della missione presero parte alle trattative di resa delle autorità tedesche nel Tirolo.

## Obiettivi
Gli obiettivi dell'operazione Greenup erano fondamentalmente due:
1. il controllo della linea ferroviaria del Brennero, l'arteria principale di approvvigionamento delle truppe tedesche in Italia, che doveva essere sempre tenuta sotto stretta osservazione;
2. la raccolta di informazioni riguardo alla linea di difesa dell'Alpenfestung, in fase di costruzione, e grazie alla quale i tedeschi avrebbero dovuto costruire la loro ultima linea di resistenza.[2]

## Il piano
Il piano prevedeva l'ingresso di due persone parlanti la lingua tedesca oltre le linee nemiche, ovvero nelle Alpi del Tirolo. Per questa operazione vennero scelti Hans Wijnberg e Fred Mayer, entrambi scappati dalla Germania. Questi, dopo essersi arruolati, vennero reclutati nell'Office of Strategic Services (OSS), l'allora servizio segreto statunitense prima della nascita della Central Intelligence Agency (CIA).
L'operazione prevedeva l'inserimento di queste persone per poter ottenere informazioni utili per la vittoria; ciò prevedeva di avere un alleato all'interno dell'esercito nazista, Franz Weber, un ex-ufficiale appartenente alla Wehrmacht austriaca. Il loro compito era quello di esplorare la zona fortificata dell'Alpenfestung.

## L'azione

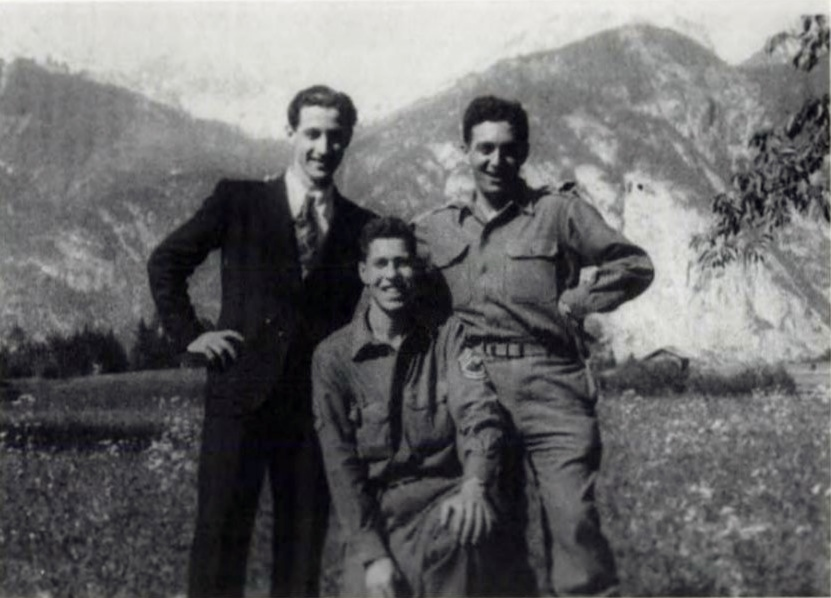
I tre bastardi senza gloria nel dopoguerra: Franz Weber, Hans Wijnberg e Fred Mayer

Fu deciso che gli uomini scelti dovevano essere paracadutati nei pressi di Innsbruck, ma tutte le aree pianeggianti erano occupate dai militari. Mayer si ricordava di un piccolo lago tra due picchi che nel mese di febbraio era solitamente ghiacciato. Le Alpi non erano un posto comodo per volare, soprattutto nelle condizioni invernali. La RAF rifiutò di assumere questo impegno, dal momento che l'utilizzo di un aereo a quote così basse presentava un rischio troppo alto. Infine il Tenente pilota statunitense John Billings si fece avanti come volontario affermando Se sono così pazzi da lanciarsi lì sopra, io sarò così pazzo da portarceli. In origine, il piano prevedeva l'atterraggio nella notte del 23 febbraio, ma al primo tentativo i laghi ghiacciati dove il gruppo prevedeva di atterrare erano svaniti, mentre al secondo tentativo la presenza di nuvole impedì a Billings e Gottleber di localizzare il luogo di atterraggio previsto.

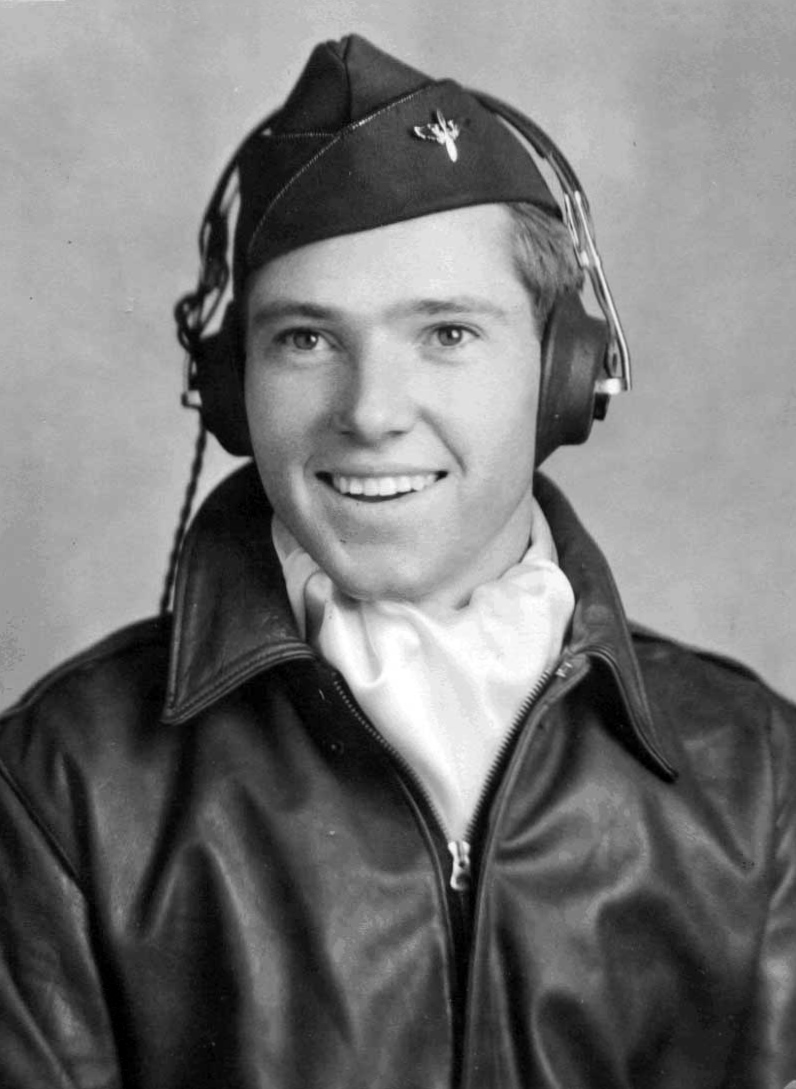
Il pilota John Billings

Nella notte del 26 febbraio 1945 vi fu il terzo tentativo, durante il quale i due uomini si paracadutarono nel buio dal B-24 n. 977. I due si trovarono sulla cresta del ghiacciaio Sulztaler Ferner, ad una quota di circa 3 000 m. Recuperarono tutti i contenitori aviolanciati simultaneamente, tranne quello che conteneva gli sci che dovevano aiutarli nella discesa del ghiacciaio, e furono quindi costretti a scendere camminando lungo il pendio dove la neve raggiungeva la cintola.
I due agenti arrivarono fino alla malga Amberger, dove trascorsero tre giorni per studiare i piani per il futuro e esaminando mappe per determinare diverse potenziali zone di atterraggio per la missione. Infine raggiunsero il piccolo paese natale di Weber, Oberperfuss, dove furono aiutati dalla sua famiglia, con l'aiuto delle sue sorelle e dai paesani. Mayer riuscì a farsi passare come un ufficiale dell'esercito tedesco grazie ad una divisa rubata dalla sorella, soggiornando effettivamente nella caserma degli ufficiali a Innsbruck per diversi mesi. Le informazioni da lui raccolte furono subito inviate via radio da Wijnberg, che trasmetteva qualsiasi informazione utile direttamente a Bari. Grazie alle sue "soffiate", molti convogli di treni che trasportavano materiale bellico attraverso il passo del Brennero furono bombardati, accelerando il corso del conflitto.
(Hans Wijnberg)

## Eventi successivi

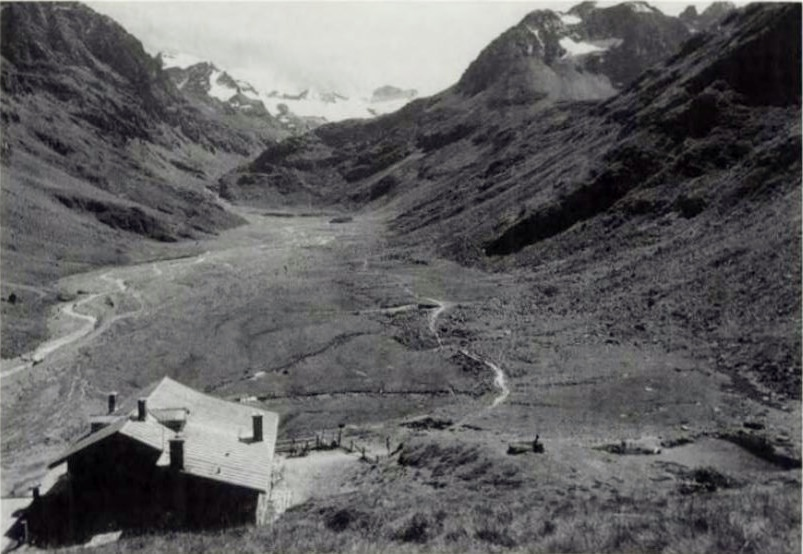
La malga Amberger

Dopo tre mesi Mayer decise di farsi passare come un elettricista francese che presumibilmente fuggiva dalle forze sovietiche che avanzavano in Germania. Nuovi pericoli sorsero quando Mayer viene assegnato ad una nuova missione, che consisteva nell'infiltrarsi in una fabbrica sotterranea nelle vicinanze, dove si producevano gli aerei Messerschmitt Me 262. Mayer fu arrestato quando un trafficante del "mercato nero", con il quale aveva avuto rapporti, fu catturato dalla Gestapo e lo denunciò come spia. Non appena il suo interrogatorio divenne una tortura, il trafficante rivelò che Mayer era un agente statunitense di alto rango. Mayer, cercando di convincere la Gestapo di essere quello che fingeva di essere, parlò solamente in francese. Nel corso della tortura, la Gestapo continuò a chiedergli inutilmente dove fossero la radio e l'operatore radio. Inoltre un nazista notò che Mayer era circonciso, ma gli altri torturatori non gli diedero retta, rifiutandosi di credere che un ebreo sarebbe potuto tornare come agente segreto per gli Alleati. Successivamente l'uomo che lo aveva tradito fu portato di fronte a Mayer per un confronto diretto. A questo punto, rendendosi conto che era ormai inutile continuare a fingere, egli cominciò a parlare in tedesco. Mayer confermò che era americano, ma insistette sul fatto che lavorava da solo.
Mentre Mayer veniva torturato, Hermann Matull, un altro agente statunitense, veniva a sua volta interrogato dalla Gestapo. Gli fu mostrata l'immagine di Mayer con il viso gonfio, e gli chiesero se conoscesse l'uomo; Matull non ci pensò a lungo. Egli affermò che Mayer era un "pezzo grosso" nel comando americano, e che, se Mayer fosse stato fucilato, gli americani non avrebbero esitato a giustiziare con la morte tutti quelli che lo avessero maltrattato. Matull insistette anche sul fatto che un uomo del rango di Mayer poteva essere interrogato solamente dal Gauleiter del Tirolo-Vorarlberg, Franz Hofer in persona.

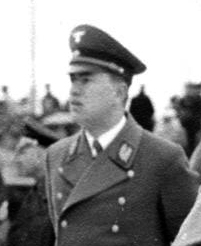
Franz Hofer

Hofer credeva che la sconfitta della Germania fosse ormai inevitabile, e stava cercando dunque un modo per arrendersi agli statunitensi piuttosto che all'Armata Rossa. Ordinò alla Gestapo di portare Mayer a lui. Mayer fu così introdotto alla moglie di Hofer e all'ambasciatore tedesco presso la Repubblica Sociale Italiana, Rudolf Rahn. Essi cenarono e parlarono, ma Mayer inizialmente credeva che fosse solo un nuovo espediente per fargli rivelare dove si trovava il suo operatore radio Hans Wynberg; tuttavia nel corso della conversazione si convinse infine che i tedeschi erano davvero lì per discutere la loro resa. Mayer colse l'occasione e offrì a Hofer di arrendersi, promettendogli che sarebbe stato trattato come un prigioniero di guerra se Innsbruck fosse stata dichiarata una città aperta. Rahn disse che stava andando a Berna, e promise di consegnare il messaggio di Mayer ad Allen Welsh Dulles, l'uomo OSS a Berna. Mayer accettò anche perché era l'unico modo per informare il centro di quello che stava succedendo, senza rivelare l'esistenza di Wynberg. Dulles ricevette il messaggio e telegrafò alla sede OSS in Italia: Fred Mayer riferisce di essere nelle mani della Gestapo, ma aggiunge 'Non preoccupatevi per me, non sto poi troppo male - un messaggio davvero notevole, considerando che arrivava da un ebreo in mano tedesca.
La mattina del 3 maggio 1945 alla 103ª divisione di fanteria statunitense della Settima Armata fu ordinato di prendere Innsbruck. Quando le truppe giunsero nei pressi della città, videro un'automobile che si avvicinava con una bandiera bianca fatta con un lenzuolo. Il maggiore Bland West, un ufficiale del servizio informazioni, vide un giovane con la faccia gonfia e malconcia che saltava fuori dalla vettura. Egli si presentò come il tenente Mayer dell'OSS, e spiegò che avrebbe portato con sé il maggiore per accettare la resa tedesca. Più tardi West scoprì che Mayer era soltanto un sergente. Fu così, che le truppe tedesche in questo settore si arresero ad un sergente americano, per giunta un emigrante ebreo dalla Germania.
L'ex direttore della CIA William J. Casey descrisse l'operazione Greenup come: 
(William J. Casey)

## Trasposizioni nei media
- Un film tv basato su questa operazione, con Frederick Mayer e altri agenti e familiari sopravvissuti, intitolato The Real Inglorious Bastards, è stato trasmesso dal canale televisivo History.[19][20] In tale occasione, Wynberg e Mayer si sono incontrati in una discussione via webcam. Hans Wynberg morì il giorno dopo aver rilasciato l'intervista per la produzione. Il filmato precisa che Mayer, Weber e Wijnberg "furono tutti decorati per il ruolo svolto nell'Operazione Greenup".
- Il film Bastardi senza gloria del 2009, di Quentin Tarantino, ha preso parzialmente spunto da questa operazione. Nella pellicola cinematografica tarantina, tale evento assume il nome fittizio di Operazione Kino e si concluderà, falsamente, con la morte dei più alti gerarchi nazisti – tra cui il capo del nazionalsocialismo Adolf Hitler –.